# La cuyaca / Valse
«La cuyaca / Valse» es un sencillo de la banda chilena Curacas, lanzado en 1971 bajo el sello chileno Peña de los Parra, de los hermanos Isabel y Ángel Parra, y distribuido por DICAP. Pertenece al segundo álbum de la banda, Curacas, lanzado ese mismo año por los mismos sellos discográficos.

## Lista de canciones
| Lado A |                        |                |          |  |
| N.º    | Título                 | Música         | Duración |  |
| 1.     | «La cuyaca» (cachimbo) | Pedro Aceituno |          |  |

| Lado B |                        |             |          |  |
| N.º    | Título                 | Música      | Duración |  |
| 2.     | «Valse» (vals incaico) | Ángel Parra |          |  |